# Albarine
Die Albarine ist ein Fluss in Frankreich, der im Département Ain in der Region Auvergne-Rhône-Alpes verläuft. Er entspringt im südlichen Jura, im Gemeindegebiet von Brénod auf einem karstigen Hochplateau und entwässert anfangs in Richtung Süd. Bei Nantuy im Gemeindegebiet von Hauteville-Lompnes fällt die Albarine über den imposanten Wasserfall Cascade de Charabotte in ein schluchtartiges Tal, schwenkt in mehreren Schleifen in Richtung West und mündet nach insgesamt rund 59 Kilometern im Gemeindegebiet von Châtillon-la-Palud als linker Nebenfluss in den Ain. Auf ihrem Weg durchquert die Albarine die Landschaft Bugey.

## Hydrologie
Die Wasserführung der Albarine ist stark von den Jahreszeiten und der Niederschlagsmenge abhängig. Im Sommer und in Trockenperioden versickert das Wasser immer wieder im karstigen Untergrund, mitunter verschwindet der Fluss völlig von der Oberfläche.

## Orte am Fluss
- Brénod
- Champdor
- Hauteville-Lompnes
- Tenay
- Saint-Rambert-en-Bugey
- Ambérieu-en-Bugey
- Saint-Denis-en-Bugey
- Saint-Maurice-de-Rémens

## Sehenswürdigkeiten
- Wasserfall Cascade de Charabotte